# Luca D'Andrea (football)
Pour les articles homonymes, voir D'Andrea et Luca D'Andrea.
Luca D'Andrea, né le 6 septembre 2004 à Ponticelli, est un footballeur italien qui joue au poste d'attaquant au Brescia Calcio, en prêt de l'US Sassuolo.

## Biographie

### Carrière en club
Né à Ponticelli, quartier de Naples en Italie, Luca D'Andrea est passé par la SPAL, avant de rejoindre début 2022 l'US Sassuolo, où il commence sa carrière professionnelle en championnat d'Italie. Il joue son premier match avec l'équipe première du club le 17 septembre 2022,.
En janvier 2023, D'Andrea prolonge son contrat avec le club de Sassuolo jusqu'en 2027.

### Carrière en sélection
En juin 2023, Luca D'Andrea est convoqué avec l'équipe d'Italie des moins de 19 ans pour participer au Championnat d'Europe des moins de 19 ans qui a lieu en juillet. 
Après sa victoire face à l'Espagne (3-2), l'Italie atteint la finale de la compétition,, où elle s'impose 1-0 face au Portugal, son premier titre dans la catégorie en 20 ans,,,.

## Palmarès
Italie -19 ans
- Championnat d'Europe
  - Vainqueur en 2023